# Prospero (La tempesta)
Prospero è il personaggio protagonista de La tempesta, una commedia di William Shakespeare. 

## Ruolo letterario
Era il legittimo Duca di Milano che, con la figlia Miranda, fu abbandonato su una scialuppa in mezzo al mare dal fratello usurpatore Antonio perché morisse. Prospero e Miranda sopravvissero e trovarono asilo su una piccola isola. Prospero avendo conoscenze di magia la usò per assoggettare al suo controllo l'isola e i suoi personaggi. Sull'isola, divenne il signore di Calibano e Ariel.
Per combinazione Antonio navigò vicino all'isola e Prospero ne approfittò scatenando una tempesta che forzò i naviganti a scendere a terra. Prospero, durante gli eventi successivi, riguadagnò così il Ducato di Milano.
A causa dei suoi poteri alcuni ritengono che Prospero rappresenti Shakespeare, Giacomo I o Dio. Frances Yates si chiese, nel testo Giordano Bruno e la tradizione ermetica, quanto la figura e il ruolo del mago che Shakespeare presenta con Prospero fosse influenzata da Giordano Bruno. È possibile che il personaggio fosse basato su, o come minimo ispirato da, Thomas Harriot, un filosofo e scienziato con una reputazione di mago ai tempi di Shakespeare.
Alcuni ritengono anche che Prospero rappresenti un colono, visto come tratta Calibano e Ariel e il suo uso generale del potere.

## Il discorso di Prospero
Il soliloquio finale de La Tempesta è considerato uno dei discorsi più memorabili della letteratura shakespeariana. Prospero descrive la perdita dei suoi poteri magici e la cattura di Calibano e Ariel. Si riferisce alla loro prigionia e al suo confinamento sull'isola, che solo grazie ad un applauso del pubblico potrà terminare.

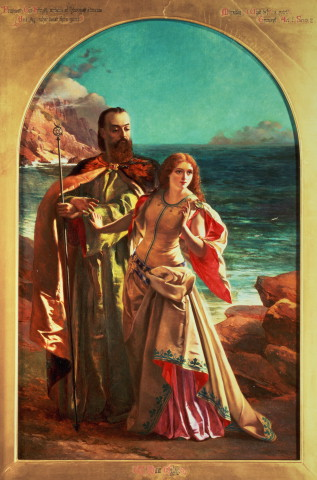
Prospero e Miranda, dipinto di William Maw Egley

### Epilogo
And what strength I have's mine own,

Which is most faint: now, 'tis true,

I must be here confined by you,

Or sent to Naples. Let me not,

Since I have my dukedom got

And pardon'd the deceiver, dwell

In this bare island by your spell;

But release me from my bands

With the help of your good hands:

Gentle breath of yours my sails

Must fill, or else my project fails,

Which was to please. Now I want

Spirits to enforce, art to enchant,

And my ending is despair,

Unless I be relieved by prayer,

Which pierces so that it assaults

Mercy itself and frees all faults.

As you from crimes would pardon'd be,

Let your indulgence set me free.»
e quella forza che ho è mia soltanto

e assai debole. Ora senza dubbio
 
potete confinarmi qua
 
o farmi andare a Napoli. Non vogliate,
 
giacché ho riavuto il mio ducato
 
e perdonato al traditore, che io resti ad abitare,
 
in grazia del vostro magico potere, questa isola;
 
ma liberatemi da ogni inceppo
 
con l'aiuto delle vostre valide mani.
 
Un gentil vostro soffio deve gonfiar le mie vele,
 
altrimenti fallisce il mio scopo
 
che era quello di divertire. Ora non ho
 
spiriti a cui comandare, né arte da far incantesimi,
 
e la mia fine sarà disperata
 
a meno che non sia soccorso da una preghiera
 
che sia così commovente da vincere
 
la stessa divina misericordia e liberare da ogni peccato.
 
E come voi vorreste esser perdonati di ogni colpa,
 
fate che io sia affrancato dalla vostra indulgenza.»

## Influenza nella cultura di massa
- Nel 1994 la cantante e polistrumentista canadese Loreena McKennitt ha musicato una parte del discorso di Prospero, intitolandolo appunto Prospero's speech, e lo ha messo come brano di chiusura dell'album The Mask and Mirror (1994).

- Prospero è uno dei personaggi antagonisti della seconda stagione della serie TV The Librarians, che alla fine si rivela essere Shakespeare in persona.
- Prospero appare anche nella graphic novel La Lega degli Straordinari Gentlemen di Alan Moore e disegnato da Kevin O'Neill, e governa il magico Mondo Fiammeggiante.